# Juraszowa Góra
Juraszowa Góra (560 m) – niewybitne wzniesienie w Beskidzie Sądeckim, w zachodniej części Pasma Radziejowej, nad doliną Dunajca, na wschód od Krościenka nad Dunajcem.

## Topografia
Juraszowa Góra to szczyt po wschodniej stronie Dunajca, na wschód od Krościenka nad Dunajcem, ok. 1000 m w prostej linii od rynku w Krościenku. Grzbiet ten znajduje się między dolinami: od południa potoku Zakijowskiego, od północy Potoku Zagórskiego (obydwa uchodzą do Dunajca) i od zachodu – samego Dunajca. Juraszowa Góra stanowi zakończenie odbiegającego na południowy wschód, niżej skręcającego na południe, na koniec na południowy zachód grzbietu Gronia, w którym kolejno znajdują się szczyty Jaworzyca, Babia Góra i Juraszowa Góra.
Szczyt Juraszowej to miejsce pięknych widoków na Krościenko i Pieniny. Na szczyt nie prowadzi żaden znakowany szlak turystyczny. Znajduje się na terenie gminy Krościenko nad Dunajcem.
Juraszowa Góra to wzniesienie pochodzenia wulkanicznego, zbudowane z andezytów.

## Historia
Nazwa wzniesienia pochodzi najprawdopodobniej od Juraja, imienia jednego z XVI-wiecznych właścicieli tutejszych gruntów. Mieszkańcy osiedlali się tu ze względu na poczucie bezpieczeństwa – wysoko nad niespokojnymi wodami Dunajca. Obecnie nazwę Juraszowa nosi również osiedle Krościenka nad Dunajcem znajdujące się na zboczu tego wzniesienia.
Wyżej, na południe od ścieżki na Jaworzycę znajdują się tzw. „Wilcze Doły” – miejsce, gdzie w zeszłych wiekach często widywano wilcze watahy podchodzące blisko pod zabudowania miasteczka.
Na szczytach Juraszowej oraz sąsiedniej Stajkowej widoczne są 2 okazałe krzyże. Oba są iluminowane w Wielki Piątek. Pierwszy drewniany krzyż na Juraszowej został postawiony potajemnie w latach 70. z inicjatywy ks. Bronisława Krzana i rodziny Jandurów. Krzyż był początkowo oświetlany latarkami, a po pewnym czasie podciągnięto do niego zasilanie. Władze komunistyczne przymusowo wyłączyły prąd Jandurom, którzy po kryjomu zainstalowali dynamo w pobliskim strumieniu.

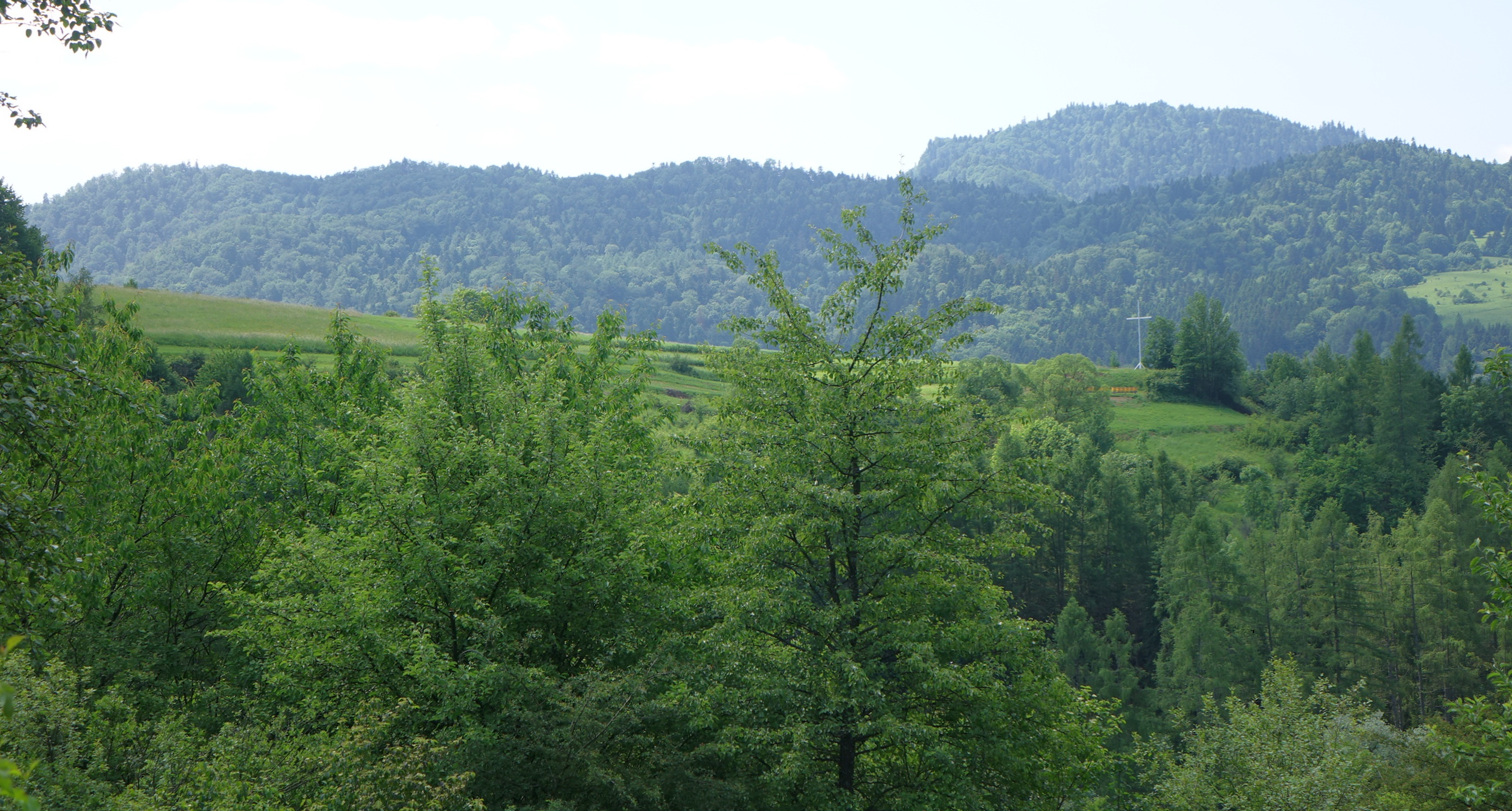
Krzyż na Juraszowej Górze